# Wollkäfer
Die Wollkäfer (Lagriinae) sind eine Unterfamilie der Schwarzkäfer (Tenebrionidae) und verdanken ihren Namen den behaarten Flügeldecken, die auf den ersten Blick wie braune Wolle aussehen.

## Merkmale
Die Imagines werden etwa sieben bis zwölf Millimeter groß und besitzen rot-bräunlich gefärbte, mit feinen Haaren besetzte Flügeldecken. Einfache Klauen, die weder gezähnt noch gekämmt sind, einen Kopf ohne verbreiterte Wangen und eine stets von oben sichtbare Einlenkungsstelle der Fühler, die nicht gekeult sind, sind für Wollkäfer typisch. Sie besitzen zudem eine Fußformel von 5,5,4.

## Vorkommen
Weltweit sind bisher über 2.000 Arten bekannt. Die Vertreter dieser Unterfamilie sind Pflanzenfresser, die sich von jungen Blättern ernähren. Man findet sie auf Gräsern, blühenden Kräutern und Sträuchern.

## Lebensweise
Das erwachsene Tier ernährt sich von jungen Blättern meist blühender Pflanzen und ist den ganzen Sommer über zu finden. Die Larven überdauern die kalte Jahreszeit unter abgefallenem Laub und ernähren sich auch davon. Sie sind weiß-bräunlich gefärbt und sehr klein und verpuppen sich dicht unter der Erdoberfläche.

## Arten (Europa)
Die weitaus häufigste Art in Deutschland ist der Gemeine Wollkäfer (Lagria hirta). In Europa wurden bisher 59 Arten und Unterarten in fünf Gattungen nachgewiesen.
- Agnathus decoratus (Germar, 1818)
- Belopus crassipes (Fischer de Waldheim, 1844)
- Belopus csikii bagdadensis Reitter, 1920
- Belopus csikii Reitter, 1920
- Belopus elongatus ecalcaratus (Seidlitz, 1896)
- Belopus elongatus elongatus (Herbst, 1797)
- Belopus elongatus (Herbst, 1797)
- Belopus heydeni (Zoufal, 1893)
- Belopus proceroides Leo, 1984
- Belopus procerus moldaviensis Reitter, 1920
- Belopus procerus procerus (Mulsant, 1854)
- Belopus procerus (Mulsant, 1854)
- Belopus raffrayi (Fairmaire, 1873)
- Belopus reitteri (Zoufal, 1893)
- Belopus sulcatus (Fischer de Waldheim, 1844)
- Belopus tibialis (Zoufal, 1893)
- Cossyphodes wollastoni Westwood, 1851
- Cossyphus algiricus Laporte de Castelnau, 1840
- Cossyphus dejeani Breme, 1846
- Cossyphus hoffmannseggi Herbst, 1797
- Cossyphus laevis Laporte de Castelnau, 1840
- Cossyphus minutissimus Laporte de Castelnau, 1840
- Cossyphus moniliatus Reitter, 1917
- Cossyphus moniliferus moniliferus Chevrolat, 1829
- Cossyphus moniliferus Chevrolat, 1829
- Cossyphus rugosulus Peyron, 1854
- Cossyphus tauricus Steven, 1829
- Laena apfelbecki Schuster, 1915
- Laena atripennis Pic, 1919
- Laena breiti Schuster, 1916
- Laena byzantina Apfelbeck, 1901
- Laena clivinoides Baudi, 1876
- Laena ferruginea Küster, 1846
- Laena ganglbaueri Reitter, 1891
- Laena graeca Weise, 1878
- Laena heydeni Weise, 1880
- Laena hirtipes Reitter, 1881
- Laena hopffgarteni Weise, 1878
- Laena kaufmanni Reitter, 1881
- Laena kraatzi Weise, 1878
- Laena longula Marseul, 1876
- Laena merditana Schuster, 1916
- Laena merkli Weise, 1883
- Laena oertzeni Reitter, 1885
- Laena osmanlis Reitter, 1906
- Laena pilosissima Reitter, 1906
- Laena pulchella Fischer de Waldheim, 1824
- Laena reitteri Weise, 1877
- Laena schwarzi Reitter, 1885
- Laena starcki Weise, 1887
- Laena syriaca Baudi, 1876
- Laena viennensis (Sturm, 1807)
- Laena weisei Reitter, 1878
- Lagria atripes Mulsant & Guillebeau, 1855
- Lagria rugosula Rosenhauer, 1856 (= L. glabrata Olivier, 1792 nec Fabricius, 1775)
- Lagria grenieri Brisout, 1868
- Gemeiner Wollkäfer (Lagria hirta) (Linnaeus, 1758)
- Lagria lata Fabricius, 1801
- Lagria rubida Graells, 1855